# Zabójstwo Lacey Fletcher
Zabójstwo Lacey Fletcher – wydarzenia, które doprowadziły do śmierci Lacey Fletcher 1 lub 2 stycznia 2022 roku.
3 stycznia 2022 roku, służby alarmowe Stanów Zjednoczonych poinformowały, że 66-letnia Sheila Fletcher i jej mąż Clay Fletcher znaleźli swoją 36-letnią córkę, Lacey Ellen Fletcher, martwą na ich kanapie. Ujawniono, że przez co najmniej 12 lat Lacey była ofiarą zaniedbania przez rodziców, po tym jak straciła możliwość opuszczenia domu z powodu zaburzeń funkcji poznawczych. Po pogorszeniu stanu jej zdrowia, Sheila i Clay zostawili swoją konającą córkę na kanapie, nie zapewniając jej opieki medycznej. Została znaleziona pokryta własnymi ekskrementami a jej ciało zjadały insekty. Sheilę i Claya Fletcher oskarżono o morderstwo Lacey. W lutym 2024 roku zawarto z nimi ugodę, w wyniku której zarzuty zostały złagodzone. 20 marca 2024 roku obydwoje zostali skazani na 20 lat więzienia z warunkowym zawieszeniem wykonania kary.

## Zaniedbanie i zabójstwo
Lacey Ellen Fletcher (ur. 25 listopada 1985) miała autyzm i według doniesień była ofiarą znęcania w szkole średniej. Jej rodzice, Sheila i Clay Fletcher, wypisali ją ze szkoły na rzecz nauczania domowego. Gdy Lacey miała 24 lata, ze względu na lęk społeczny i upośledzenie umiejętności społecznych, nie była w stanie samodzielnie opuszczać domu. Ponadto cierpiała również na zespół zamknięcia, zaburzenie neurologiczne charakteryzujące się całkowitym porażeniem mięśni dowolnych. Jej przestrzeń życiowa została ograniczona do skórzanej kanapy bez zapewnienia przez 12 lat właściwej opieki medycznej. Gdy znaleziono ją martwą była pokryta własnymi odchodami a jej ciało ponoć zjadały owady i larwy, a część ciała wtopiona była w skórzaną kanapę.

### Zaniedbanie
Po pogorszeniu stanu zdrowia Lacey, Sheila i Clay Fletcherowie posadowili córkę na kanapie (po której Lacey nie mogła się samodzielnie poruszać), rozkładając obok niej ręczniki, aby łatwiej było im czyścić odchody i mocz córki. Sheila i Clay często wyjeżdżali na kilkudniowe wakacje, pozostawiając swoją córkę konającą z głodu. Mięśnie Lacey stopniowo zanikały, a pod kanapą na jej ekskrementach zaczęły żerować myszy. Odnotowano oznaki, że próbowała podnieść się z kanapy, aby uniknąć bólu, jednakże z powodu poważnego niedożywienia i zaniku mięśni nóg nie była w stanie tego zrobić. Jej ciało „zrosło się” ze skórzanymi poduszkami kanapy, pokrytymi moczem i kałem, a także robakami żyjącymi we włosach i wnętrzu dziewczyny. Bezpośrednią przyczyną śmierci była infekcja kości, co doprowadziło do sepsy. Zarówno pod paznokciami, jak i w treści jej żołądka znajdowały się ekskrementy z wyściółką kanapy, co sugeruje, że próbowała się ratować, zjadając otoczenie, zanim umarła na kanapie w trakcie, lub krótko po tym, jak Clay i Sheila wyjechali na wakacje.

### Śmierć
3 stycznia 2022 roku Sheila Fletcher zadzwoniła pod numer 911 i poinformowała, że znalazła Lacey martwą na ich kanapie. Fletcherowie, na polecenie operatora numeru alarmowego, rzekomo wykonali Lacey resuscytację krążeniowo-oddechową (słyszalną przez telefon). Ratownicy medyczni i koroner, którzy przybyli na miejsce zdarzenia, odkryli ciało Lacey, ważące 44 kg, częściowo ubrane i niedożywione, przyklejone do skórzanej kanapy z wyraźnymi śladami zaniedbania. Ustalono, że Lacey nie żyła od jednego lub dwóch dni, zanim powiadomiono służby ratunkowe. Małżeństwo okłamało policję mówiąc, że Lacey sama zdecydowała się żyć w takich warunkach przez 12 lat. Wykonana sekcja zwłok pozwoliła na postawienie rodzicom zarzutu zabójstwa.

## Postępowanie prawne
W maju 2022 roku Sheila i Clay Fletcherowie zostali aresztowani i oskarżeni o morderstwo drugiego stopnia. Później zostali zwolnieni za kaucją. Sędzia odwołał zarzut, ale w czerwcu 2023 roku ława przysięgłych ponownie oskarżyła Sheilę i Claya o morderstwo.
6 lutego 2024 roku rodzice przyznali się do winy w zamian za złagodzenie zarzutu o zabójstwo. W przypadku skazania za morderstwo drugiego stopnia, groziłaby im obowiązkowa kara dożywotniego pozbawienia wolności bez możliwości ubiegania się o zwolnienie warunkowe. Prokuratura oświadczyła, że zamierza wystąpić o maksymalną karę 40 lat więzienia za zabójstwo, próbując w ten sposób uzyskać karę dożywotniego pozbawienia wolności. 20 marca 2024 roku zostali skazani na karę 20 lat pozbawienia wolności, z 20-letnim wyrokiem w zawieszeniu.

## Odniesienia w kulturze
Na kanwie zabójstwa powstały m.in. książki:
- Sam Shadow, Girl Couch Lacey Fletcher Story[10],
- Andrea Febrian, Girl Who Melted Into Couch[11],
- Andrea Febrian, The Lacey Fletcher Tragedy – Autism, Neglect, and a Fatal Isolation[12].